# ラガルナ
ラガルナ（イタリア語: Ragalna, シチリア語: Raanna）は、イタリア共和国シチリア州カターニア県にある、人口約4,000人の基礎自治体（コムーネ）。

## 地理

### 位置・広がり

#### 隣接コムーネ
隣接するコムーネは以下の通り。
- ベルパッソ
- ビアンカヴィッラ
- パテルノー
- サンタ・マリーア・ディ・リコディーア